# Ignaz Moser von Mossbruch
Ignaz Moser von Mossbruch, magyarosan: Moser Ignác (Hammern (Felső-Ausztria), 1821. július 31. – Bécs, 1886. március 19.) osztrák kémikus, jogi doktor, a császári és királyi vegykísérleti állomás igazgatója.

## Élete
Bécsben végezte tanulmányait. 1850 októberétől 1869-ig rendes tanár volt a magyaróvári gazdasági tanintézetben; később a bécsi császári és királyi vegykisérleti állomás igazgatója lett, mely állásában elhunyt.
Cikkei a Jahrbuch d. k. k. geol. Reichsanstalt-ban (1850. Über die Salpeter-Districte in Ungarn, Bericht über die Reise nach den Salpeter-Districten, 1866. Der abgetrocknete Boden des Neusiedler-Sees).

## Munkái
- Über die Zusammensetzung der Asche von Kartoffelknollen. Wien, 1853.
- Leitfaden zur qualitativen und quantitativen agricultur-chemischen Analyse. Wien. 1855. Két kötet.
- Grundzüge der Agricultur-Chemie. Wien, 1857.
- Grundzüge der Mechanik. Wien, 1859.
- Compendium der chemischen Technologie der landw. Hilf- und Nebengewerbe. Ung.-Altenburg, 1860.
- Über die Einrichtung und Verwendung des mit 1. Nov. 1862. in den Brennereien der österreichischen Monarchie zur Thätigkeit kommenden Spiritus-Mess-Apparate. Auf Grund der eigenen Beobachtungen unter Benützung der bisher erflossenen Verordnungen zusammengestellt. Ung.-Altenburg, 1862.
- Reiseberichte. Mit assistent Á. von Balás. Wien, 1865.
- Lehrbuch der Chemie für Land- und Forstwirthe. Wien, 1870. Nyolcz táblázattal.